# 海燕号列车
海燕号列车（俄语：Стриж）曾是俄罗斯的机车牵引单层高速列车。

## 主要信息
海燕号列车自2015年6月1日起在莫斯科与下诺夫哥罗德市之间运行，自2016年12月6日起开始增开有往返莫斯科和柏林的列车。在莫斯科往下诺夫哥罗德市的线路上，该列车停靠1至3次，总时长最短达3小时35分钟（对应列车仅在弗拉基米尔停靠）。该列车依靠EP20型火车头牵引。
2016年起增开的莫斯科往返柏林的列车总时长达20小时。
2022年3月10日，因俄罗斯入侵乌克兰而被欧盟国家轮番制裁，由于列车维护需要西班牙Talgo公司支持，俄铁宣布无限期停运所有海燕号，下诺夫哥罗德-莫斯科之间的班次改用俄国产车燕子号（Ласточка），而圣彼得堡-萨马拉之间班次则只保留063В/063Й，并改用普通俄铁车厢。

## 运营线路
海燕号列车目前仅运行2条线路，分别往返于莫斯科和下诺夫哥罗德两市（经停弗拉基米尔、科夫罗夫和捷尔任斯克三站）与圣彼得堡、萨马拉两地（经停莫斯科、弗拉基米尔、科夫罗夫、捷尔任斯克、下诺夫哥罗德、阿尔扎马斯、萨兰斯克和塞兹兰八站）。
先前有往返于莫斯科和柏林的国际列车，途经斯摩棱斯克、明斯克、布列斯特和华沙四站。

## 莫斯科-下诺夫哥罗德线路
本品牌列车最早于2015年6月1日投入该线路运营。在先前列出的三个经停站中，可能选取1至3个作为停靠站点。当这三站全部停靠时，列车单程总时长为3小时50分钟。
另一条行驶于同一线路的燕号列车同为快速列车，但是停靠站共有六座，分别为奥列霍沃-祖耶沃、弗拉基米尔、科夫罗夫、维亚兹尼基、戈罗霍韦茨和捷尔任斯克；总时长达4小时6分钟。

### 莫斯科-柏林线路
这一线路全長1,896公里，已于2020年3月15日停运，最终因2019冠状病毒疫情而取消。
这一线路运营期间，每周共开行2次，起讫站分别是莫斯科库尔斯克车站与柏林东站。这趟列车西向行时耗时20小时14分钟，东行耗时20小时35分钟。列车在周六、周日两天从莫斯科出发，于周日、周一两天从柏林返俄；途经站除了先前提到的大站之外，还会选停奥尔沙、泰雷斯波尔、波兹南、热平、奥德河畔法兰克福5站中的若干站。

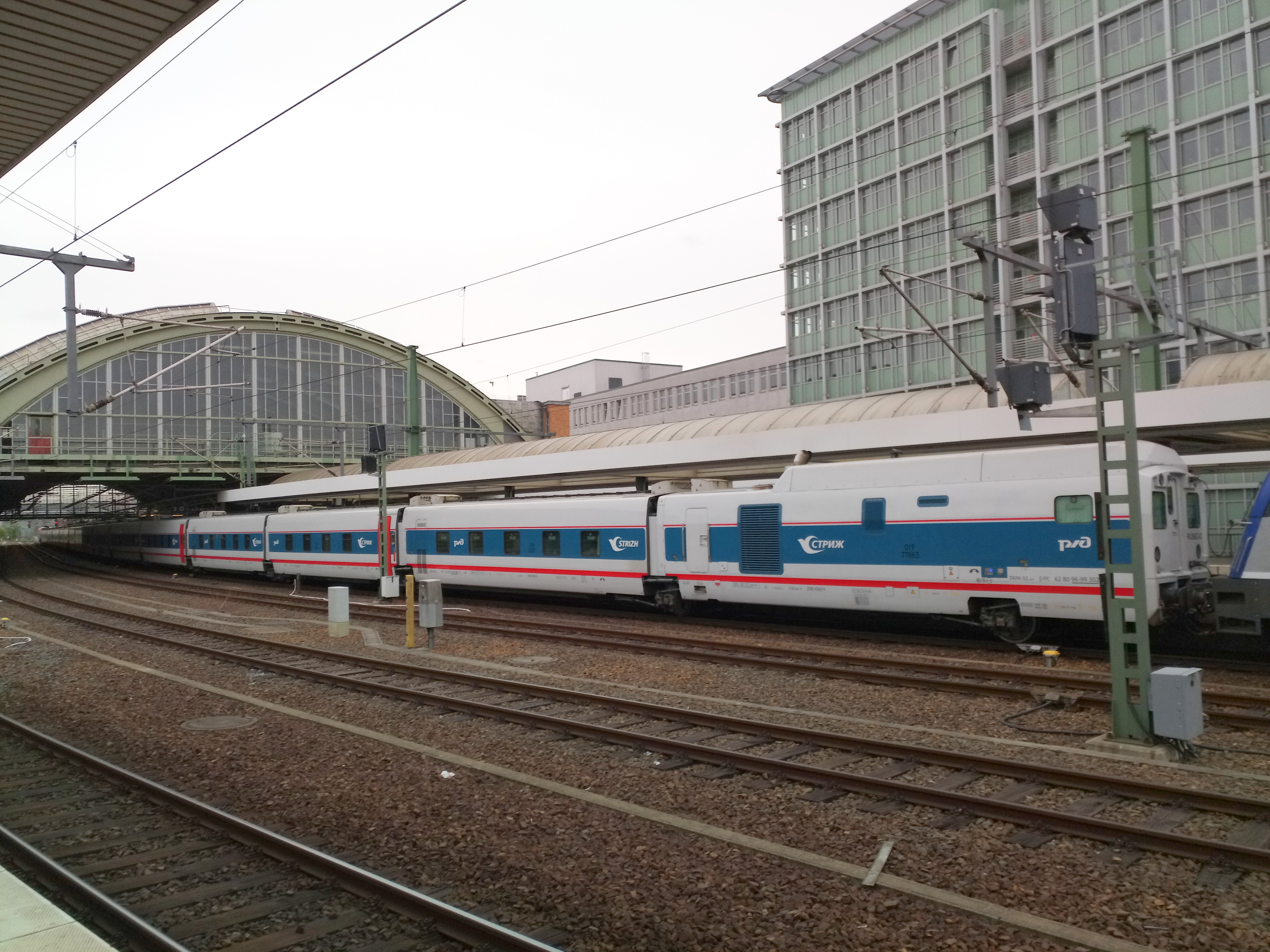
停靠在柏林东站的海燕号

后期受到线路调整影响，起点站从莫斯科库尔斯克车站转移到了莫斯科斯摩棱斯克车站。2017年6月至2019年6月期间，华沙至波兹南的铁路中有长100  km的区间现代化改造导致列车降速运行，但之后这一区间的行驶速度提升至了160 km/h。
莫斯科也有前往巴黎的列车可以到达柏林，这趟车每周三晚离开莫斯科，每周六晚离开柏林继续向东行驶。然而，这一趟车需要约24小时才能够到达双向的目的地。

## 有关影像
- EP-20型火车头牵引的海燕号列车驶离库尔斯克车站
- 莫斯科往柏林的长途列车内部
- EP-20型火车头牵引的圣彼得堡-萨马拉线海燕号列车

### 运行期间使用的火车头

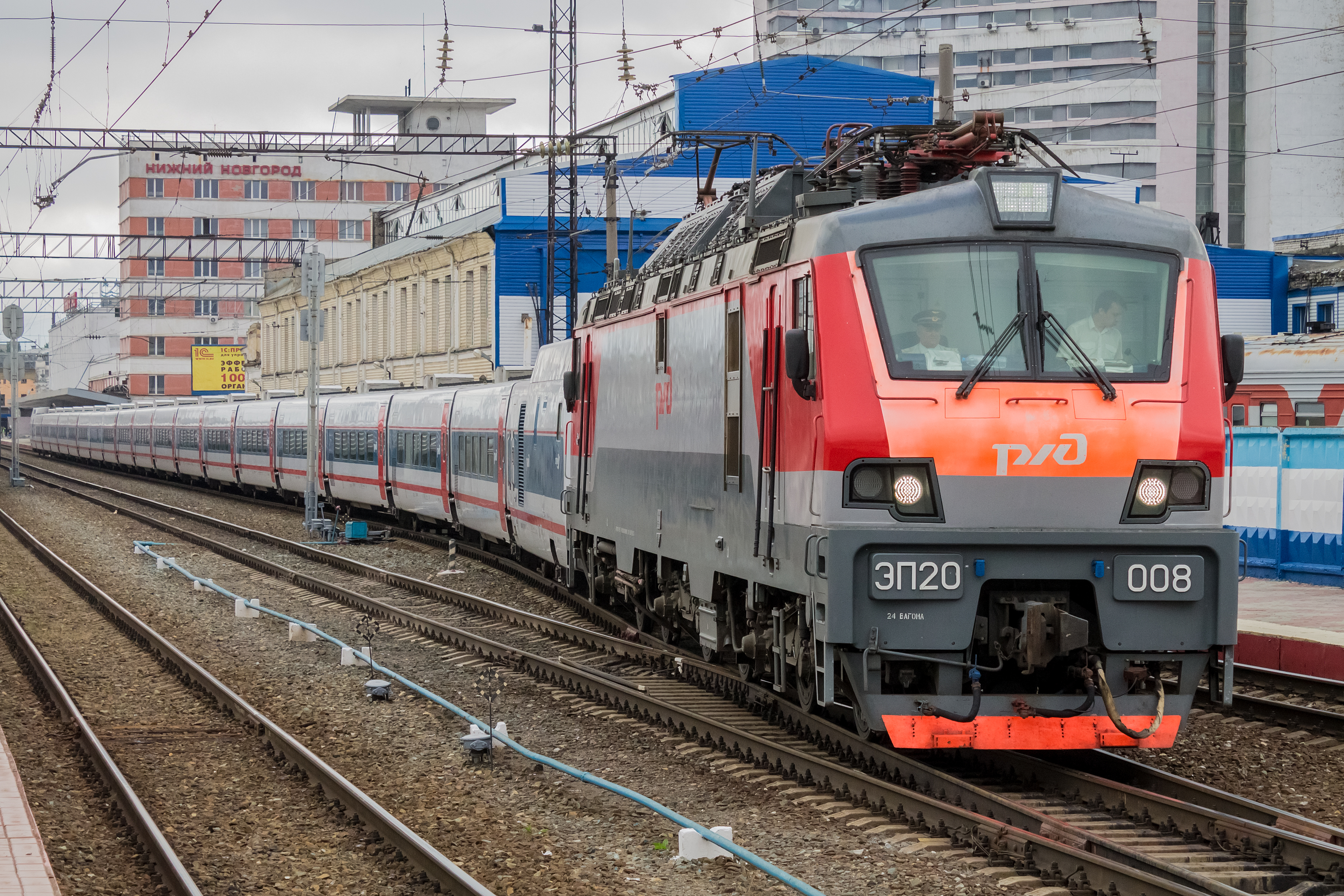
牵引海燕号的EP-20火车头
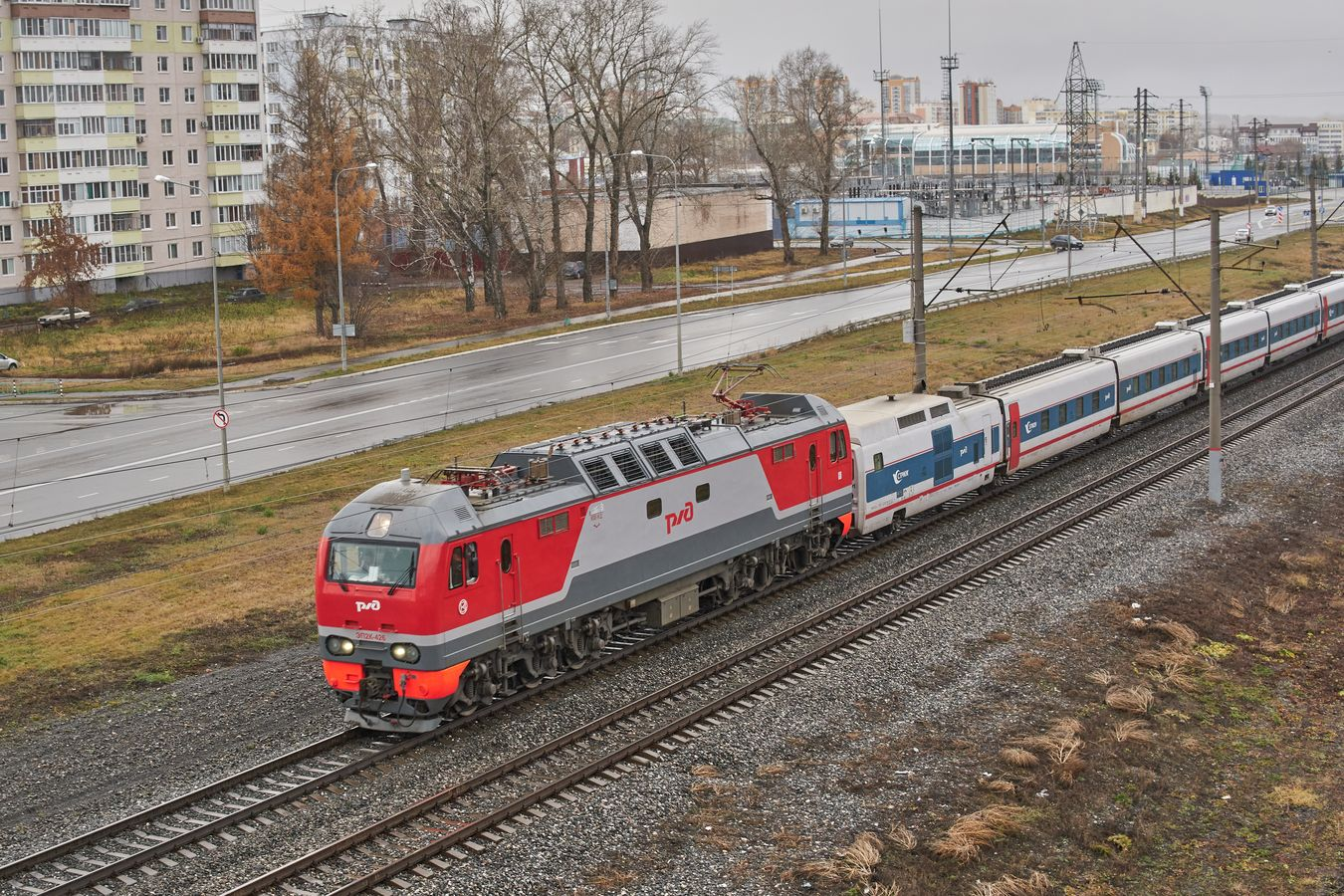
EP2K型电动火车头牵引的海燕号列车
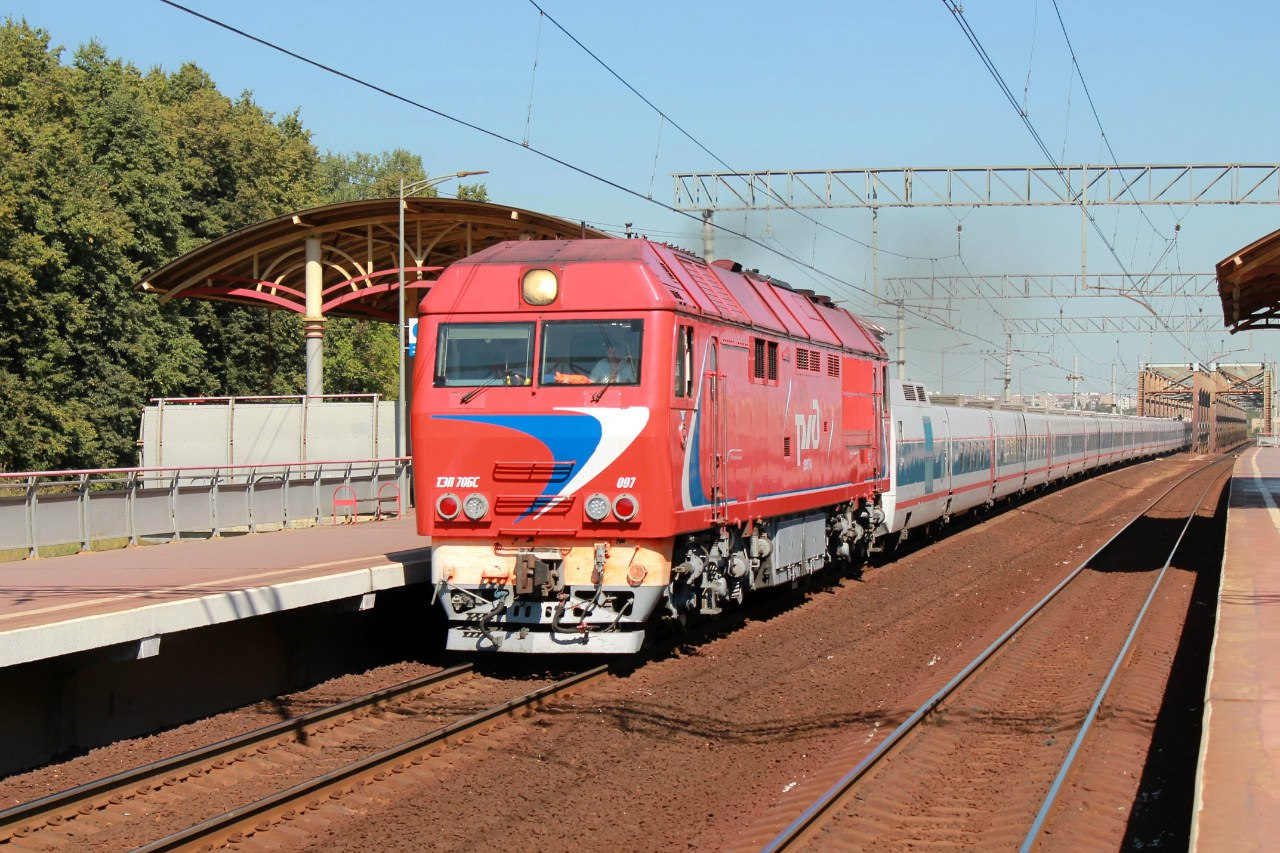
海燕号列车使用的TEP70BS型柴油发动车

### 内部设施

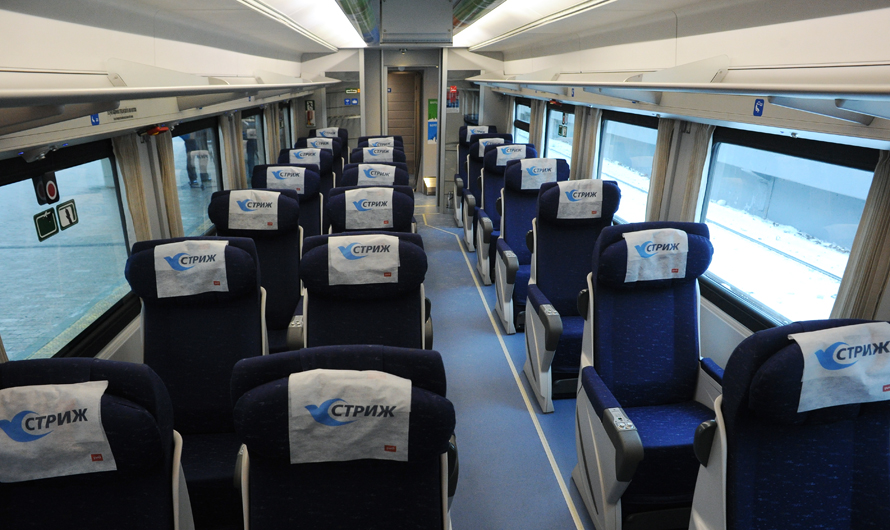
一等座车厢
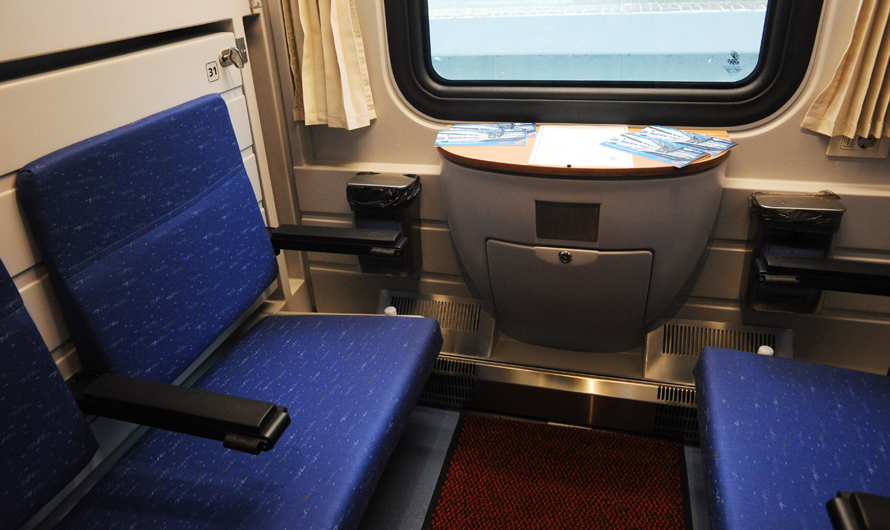
二等座车厢的折叠式卧铺
酒吧车
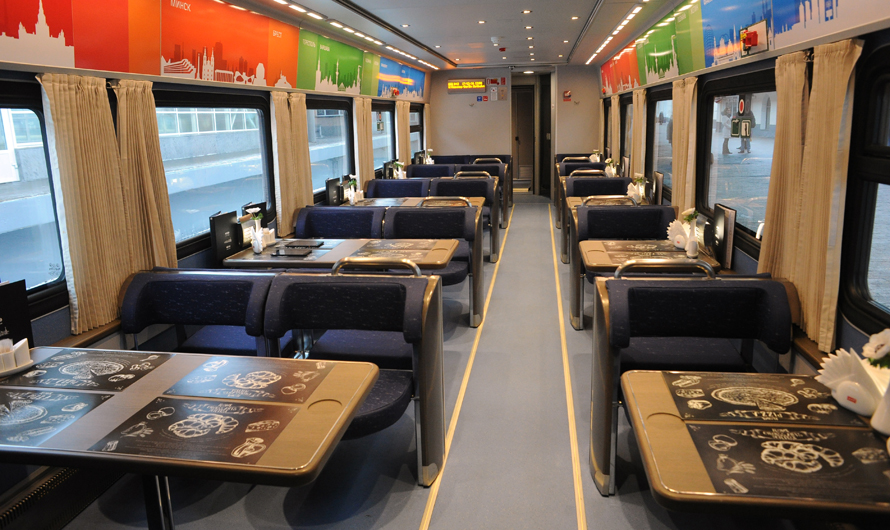
餐车